# اتحاد الشبيبة الشيوعية السورية

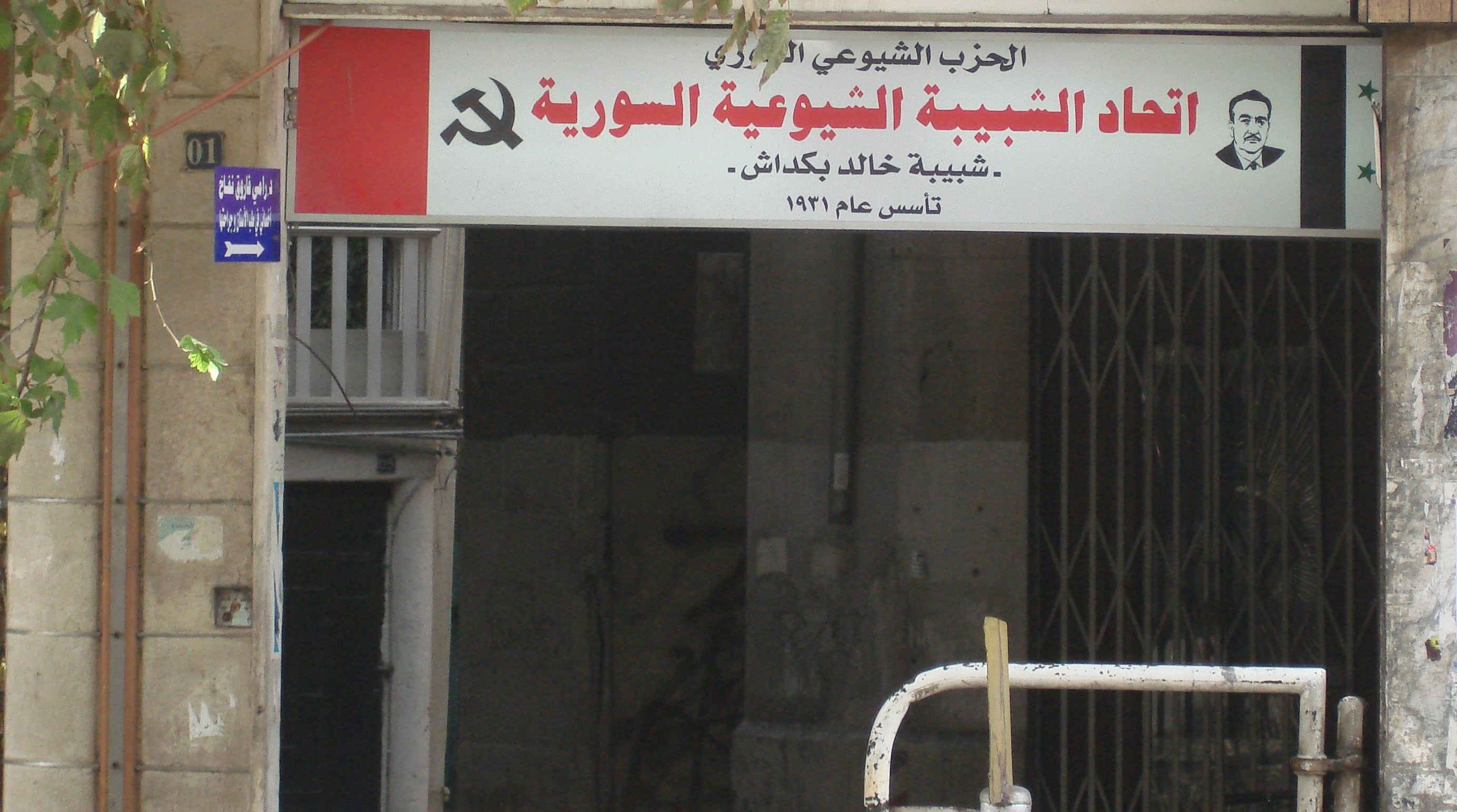
مقر اتحاد الشبيبة الشيوعية السورية في دمشق.

اتحاد الشبيبة الشيوعية السورية منظمة شبابية سورية شعارها «سنمضي إلى ما نريد وطن حر وشعب سعيد» عضو وعضو مؤسس ل اتحاد الشباب الديمقراطي العالمي هي منظمة رديفة للحزب الشيوعي السوري لكنها مستقلة تأسست في خمسة نيسان عام 1931و اسمها الكامل هو اتحاد الشبيبة الشيوعية السورية - شبيبة خالد بكداش يجب أن يكون عمر العضو في المنظمة لا يتجاوز الثلاثين عاما ولا يقل عن الثلاث عشر عاماً
موقع الشبيبة الشيوعية السورية